# Dżuta
Dżuta (arab. جوتة) – wieś w Syrii, w muhafazie Aleppo, w dystrykcie Manbidż. W 2004 roku liczyła 1127 mieszkańców.